# Катастрофа Boeing 737 на Пхукете
Катастрофа Boeing 737 под Пхукетом — крупная авиационная катастрофа, произошедшая 31 августа 1987 года. Авиалайнер Boeing 737-2P5 авиакомпании Thai Airways выполнял регулярный рейс TH365 по маршруту Хатъяй—Пхукет, но при заходе на посадку рухнул в Андаманское море. Погибли все находившиеся на его борту 83 человека — 74 пассажира и 9 членов экипажа.

## Самолёт
Boeing 737-2P5 (регистрационный номер HS-TBC, заводской 22267, серийный 685) был выпущен в 1980 году и 25 июля совершил первый полёт. 28 августа того же года был передан авиакомпании Thai Airways. Оснащён двумя турбореактивными двигателями Pratt & Whitney JT8D-15. На день катастрофы совершил 20 864 цикла «взлёт-посадка» и налетал 16 963 часа.

## Экипаж и пассажиры
- Командир воздушного судна (КВС) — 53-летний Вишанет Ампават (англ. Vishanet Ampawat). Очень опытный пилот, управлял самолётами Douglas DC-3 и HS-748. Налетал 19 538 часов, 5576 из них на Boeing 737[4].
- Второй пилот — 37 лет, опытный пилот, управлял самолётами Short 330 и HS-748. Налетал 5951 час, 156 из них на Boeing 737.

В салоне самолёта работали 7 бортпроводников.
| Гражданство | Пассажиры | Экипаж | Всего |
| ----------- | --------- | ------ | ----- |
| Таиланд     | 35        | 9      | 44    |
| Малайзия    | 30        | 0      | 30    |
| Япония      | 2         | 0      | 2     |
| США         | 2         | 0      | 2     |
| Не указано  | 5         | 0      | 5     |
| Всего       | 74        | 9      | 83    |

## Хронология событий

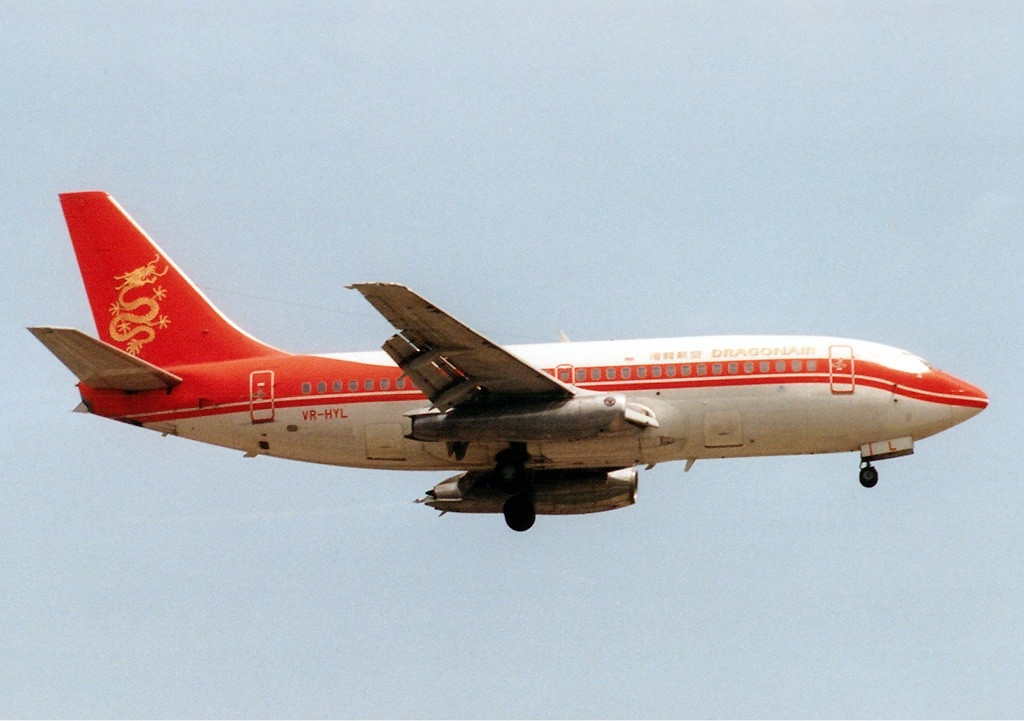
Boeing 737-2L9 борт VR-HYL

Рейс TH365 вылетел из Хатъяйя в 15:10 (08:10 UTC), на его борту находились 9 членов экипажа и 74 пассажира, погодные условия были хорошими. Рейс 365 начал заход на посадку в аэропорту Пхукета примерно в 15:27 (08:27 UTC), когда его пилоты выразили беспокойство по поводу другого Boeing 737 (рейс KA203 авиакомпании Dragonair, Boeing 737-2L9 борт VR-HYL, вылетел из аэропорта Кайтак (Гонконг) в 12:15 (05:15 UTC)), который также заходил на посадку в аэропорту Пхукета.
В 15:34 (08:34 UTC) КВС рейса 203 сообщил авиадиспетчеру, что лайнер находится в 24 километрах от аэропорта на высоте 750 метров и что самолёт Thai Airways находится перед ним на расстоянии около 9 километров. Поскольку Boeing 737 Dragonair находился ближе к аэропорту и летел на меньшей высоте, он заходил на посадку первым в очереди; затем самолёт Dragonair повернул направо для окончательного захода на посадку на ВПП №27. Через несколько секунд пилоты рейса 365 получили разрешение на снижение до 1000 метров и приземляться после рейса 203.
Сразу же после этого пилоты рейса 365 снова вызвали диспетчера захода, который доложил им, что местоположение рейса 203 неверное. Также пилоты рейса 365 сообщили диспетчеру, что они находятся в 15 километрах от аэропорта, хотя на самом деле лайнер был в этот момент ещё дальше; в 15:36 они получили разрешение на посадку.
Командир рейса KA203 предупредил диспетчера о возможном столкновении, после того, как рейс TH365 изменил траекторию полёта. Готовясь к посадке, пилоты рейса 365 снизили скорость лайнера, но в итоге его скорость упала ниже минимального предела и на скорости 281 км/ч лайнер вошёл в режим сваливания. КВС увеличил мощность двигателей и убрал шасси, но лайнер в этот момент находился на малой высоте и в 15:36 (08:36 UTC) рейс TH365 рухнул в Андаманское море в 15 километрах к востоку от аэропорта Пхукета и ушёл под воду на глубину 20 метров. Все 83 человека на борту самолёта погибли.

## Расследование
В окончательном отчёте расследования причиной катастрофы были указаны ошибки экипажа — «пилот замедлил самолёт. Он волновался и, вероятно, не был уверен, сможет ли совершить посадку, потому что пилот второго самолёта последовательно предупредил, что первый самолёт находится впереди над ним и не может снизиться, проходя через его высоту. Пилот добавил мощности и убрал шасси, но не выполнил восстановление управления перед ударом об воду». Сопутствующим фактором стали ошибки авиадиспетчера, который не смог должным образом следить за обоими рейсами.
После катастрофы два дежурных авиадиспетчера были переведены на другие должности. Позже против них были возбуждены уголовные дела.